# Cratere Barocius

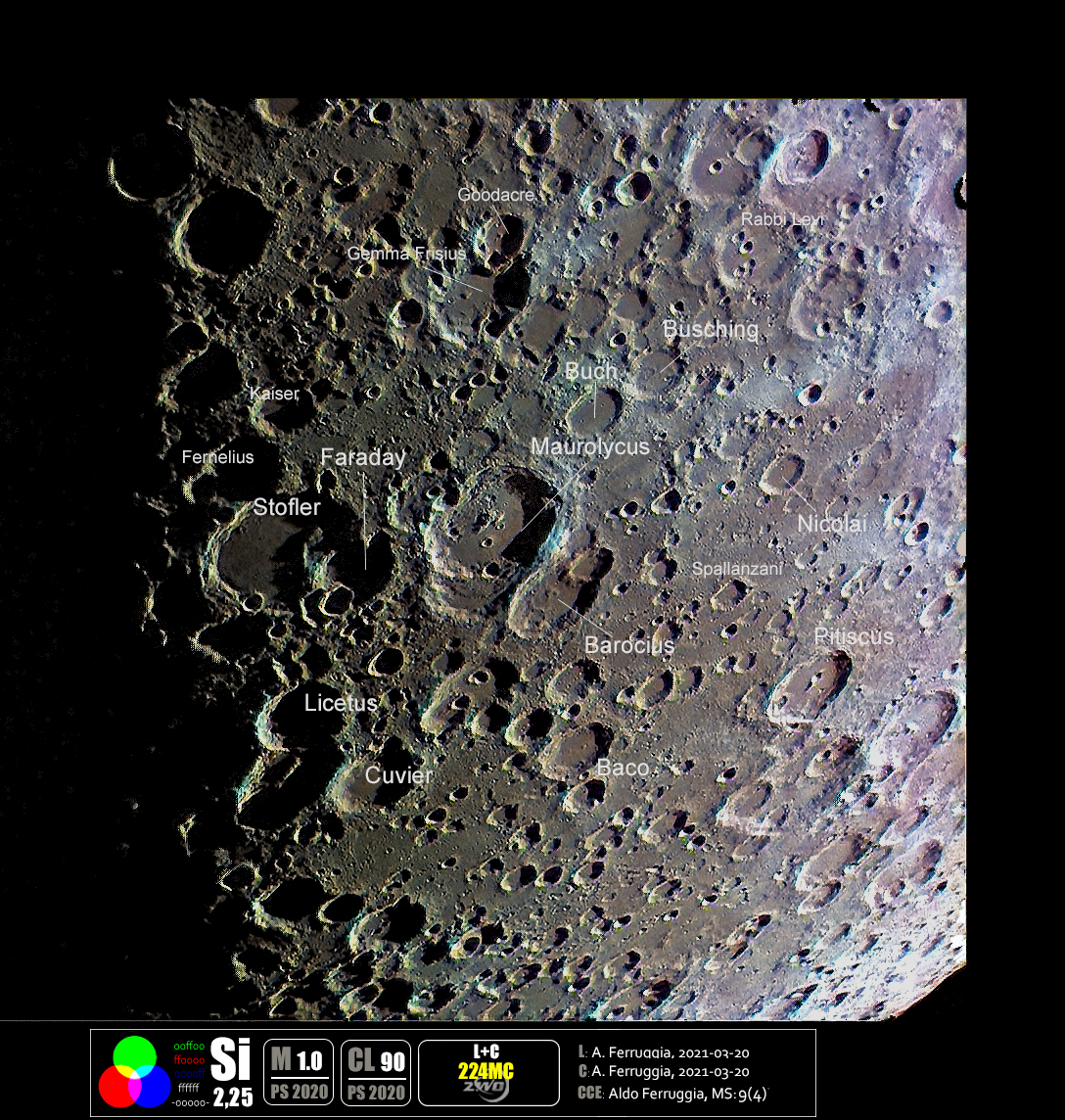
Immagine selenocromatica dell'area del cratere

Barocius è un cratere lunare di 82,72 km situato nella parte sud-orientale della faccia visibile della Luna.
All'osservazione appare come una formazione circolare danneggiata situata sulla parete sud-est del più ampio cratere Maurolycus. I versanti sono abbastanza scoscesi su essi si sovrappongono Barocius B e C a nord-est. Le pareti sono alte specialmente a sud-est e sul fondo tormentato si trovano Barocius W, una piccola montagna decentrata, piccoli crateri e linee di creste. Si pensa che la sua formazione risalga al periodo nettariano (tra i 3,92 miliardi di anni e i 3,85 miliardi di anni fa). Il periodo migliore per la sua osservazione è 6 giorni dopo il novilunio oppure 5 giorni dopo il plenilunio.
Il cratere è dedicato al matematico italiano Francesco Barozzi.

## Crateri correlati
Alcuni crateri minori situati in prossimità di Barocius sono convenzionalmente identificati, sulle mappe lunari, attraverso una lettera associata al nome.
| Barocius | Coordinate            | Diametro (in km) |
| -------- | --------------------- | ---------------- |
| B        | 44°07′48″S 18°17′24″E | 36,57            |
| C        | 43°06′36″S 17°28′48″E | 35,84            |
| D        | 46°03′36″S 19°10′48″E | 8,69             |
| E        | 47°14′24″S 22°09′00″E | 23,58            |
| EC       | 48°13′12″S 22°29′24″E | 7,67             |
| F        | 45°55′12″S 21°36′00″E | 15,38            |
| G        | 42°31′12″S 21°01′48″E | 27,61            |
| H        | 46°42′36″S 21°37′48″E | 10,56            |
| J        | 44°58′12″S 21°24′36″E | 27,16            |
| K        | 45°13′12″S 19°37′48″E | 13,56            |
| L        | 42°30′00″S 18°48′36″E | 13,03            |
| M        | 42°27′00″S 19°28′48″E | 15,85            |
| N        | 43°12′00″S 19°45′36″E | 10,07            |
| O        | 45°45′00″S 21°55′48″E | 5,36             |
| R        | 43°54′36″S 21°31′48″E | 14,26            |
| S        | 42°30′00″S 21°49′12″E | 8,27             |
| W        | 45°40′48″S 16°12′36″E | 18,9             |